# Распай, Франсуа-Венсан
Франсуа́-Венса́н Распа́й, устар. Распа́йль (фр. François-Vincent Raspail; 29 января 1794, Карпантра — 7 января 1878, Париж) — французский химик, ботаник, физиолог, медик, революционер, деятель республиканского и левого движения.

## Биография
В 1816 году перебрался в Париж. Самоучка; изучал теологию, а затем естественные науки. Опубликовал ряд работ по медицине и химии. Получил известность как один из основоположников клеточной теории. Именно Распай первым сформулировал принцип Omnis cellula ex cellula («Всякая клетка от клетки»), обычно приписываемые Рудольфу Вирхову. Одним из первых использовал микроскоп для изучения растений, пропагандировал индивидуальную гигиену и выступал за применение антисептиков для дезинфекции. Критиковал взгляды Жоржа Леопольда Кювье в области палеонтологии.
Распай был упрямым сторонником невиновности Марии Лафарж, однако к финальному заседанию опоздал и не смог повлиять на решения. Своими заявлениями провоцировал Орфила на выступления в Сорбонне с лекциями и демонстрациями пробы Марша, что стало фундаментом признания токсикологии в криминалистике. 
Убеждённый республиканец, Распай принял активное участие в Июльской революции 1830 года. Был сопредседателем «Общества друзей народа», редактором республиканской газеты «Реформатёр» («Le Réformateur», 1834—1835). Несколько раз находился в заключении. В тюрьме Распай лечил больных сокамерников и сделал ряд ценных наблюдений о борьбе с болезнями; осознав ценность применения камфоры, он выступил предшественником микробиологической теории происхождения болезней.
Во время Февральской революции 1848 года Распай был одним из руководителей революционной демократии. 25 февраля 1848 года он возглавил народную делегацию, проникшую в зал заседаний Временного правительства и принудившую его немедленно провозгласить республику. Его журналы «L’ami du peuple» и «Démocratie pacifique» принадлежали к числу радикальных республиканских изданий этой эпохи.
За участие и руководство демонстрацией 15 мая 1848 года, переросшей в восстание социалистов и левых республиканцев, был приговорён к заключению, в котором пробыл до 1854 года. Во время президентских выборов 10 декабря 1848 года был выдвинут кандидатом от социалистических клубов Парижа; набрал 0,49 % и пришёл четвёртым, опередив Альфонса де Ламартина. Установившийся режим Луи Бонапарта отправил его в пожизненное изгнание, и Распай перебрался в Бельгию. Получив амнистию в 1859 году, во Францию он вернулся в 1863 году. В 1869 году он даже был избран в Законодательный корпус как депутат демократической оппозиции от Лиона.
После подавления Парижской коммуны 1871 года Распай оставался видным деятелем левого крыла республиканцев в годы Третьей республики. Хотя он считался социалистом, но принадлежал к неоякобинской традиции. В 1876 году Распай, избранный членом палаты депутатов от Марселя, выступил с требованием амнистии коммунарам.
В честь Распая назван длиннейший бульвар в Париже.